# Protolit
Protolit je původní mateřská hornina metamorfovaných hornin. V geologii a petrologii tento termín popisuje horninu, která je výchozí pro metamorfní procesy a s ní související produkty. Protolitem metamorfované horniny může být buď vyvřelá hornina nebo sedimentární hornina. V některých případech, např. u ruly, se často používá předpona k označení genetického (geneze = vznik, původ) typu protolitu: orto - když hornina vznikla z vyvřeliny a para - když byl protolit sedimentární horninou (ortorula, pararula).
Když byla hornina metamorfována částečně nebo jen slabě, je protolit viditelný makroskopicky, analýzou textury a struktury horniny nebo také podle minerálního složení dané horniny, například metagabbro (metamorfizované gabro). Pokud metamorfovaná hornina nemá žádné rysy mateřské horniny, je protolit určován podle reliktů minerálů, analogicky jako u vyvřelých a sedimentárních hornin v metamorfním prostředí.
Příkladem horniny, která nevykazuje vlastnosti svého předchůdce, je hadec. Tato hornina vznikla v důsledku hydrotermální metasomatózy, působící na ofiolity. Protolitem serpentinitů byly ultramafické horniny, jako jsou dunity, harzburgity, lherzolity, websterity a pyroxenity. Jsou to vyvřeliny s viditelnou krystalickou strukturou, zatímco hadec je hornina afanitická. Olivín, který je jednou z hlavních složek ultrabazitů, podléhá serpentinizaci velmi rychle, což je jasně vidět při mikroskopickém pozorování.
Mnoho metamorfovaných hornin nevykazuje žádná vodítka pro zjištění protolitu. Příkladem je nefrit, o jehož vzniku bylo vydáno mnoho vědeckých publikací.